# Hibbertia incompta
Hibbertia incompta är en tvåhjärtbladig växtart som beskrevs av Toelken. Hibbertia incompta ingår i släktet Hibbertia och familjen Dilleniaceae. Inga underarter finns listade i Catalogue of Life.